# III. Frigyes Vilmos porosz király
III. Frigyes Vilmos (Potsdam, 1770. augusztus 3. – Berlin,  1840. június 7.) 1797-től haláláig Poroszország királya, 1806-ig, a Német-római Birodalom felbomlásáig Brandenburg választófejedelme, a Hohenzollern-ház tagja.

## Élete, uralkodása
Frigyes kezdetben mindent megpróbált elkövetni, hogy országa elkerülje a napóleoni háborúkat, azonban 1805-ben mégis belépett a harmadik koalícióba. A tilsiti békében (1807. szeptember 9.) a Porosz Királyság elvesztette a Lengyelország felosztásaikor kapott birtokokat, akárcsak az Elbától nyugatra fekvő tartományokat. Ezek a veszteségek az akkori Porosz Királyság több mint felét tették ki.
Ezek a területi veszteségek, és Poroszország hatalmának kapcsolódó gyengülése tette lehetővé a reformerők fellépését.
1813. március 27-én III. Frigyes Vilmos hadat üzent Franciaországnak. Kiáltványa, melyet Népemhez címmel adott ki, felszabadító mozgalmakat indított, mely az 1813. október 16-19-i, lipcsei népek csatájában bontakozott ki, és amely Napóleon császár vereségét hozta.

## Reformok
Poroszországban 1808-ban Heinrich Friedrich Karl vom Stein államminiszter városi rendtartási rendeletet adott ki, amelyben biztosították a municipális önkormányzatokat és megtörtént a jobbágyfelszabadítás. Napóleon nyomására azonban az uralkodónak menesztenie kellett Steint, utódja, Karl August von Hardenberg azonban folytatta a reformpolitikát.
Napóleon legyőzésével és a Szent Szövetség létrehozásával azonban Európában a reakcionizmus lett az uralkodó és ezzel a reformfolyamatok megszakadtak Poroszországban.

## Házasságai, utódai
Első házassága
1793. december 24-én-ban Frigyes Vilmos (még mint trónörökös koronaherceg) feleségül vette Lujza mecklenburg-strelitzi hercegnőt (1776–1810), II. Károly mecklenburg–strelitzi nagyherceg (1741–1816) és Friderika Karolina Lujza hessen-darmstadti hercegnő (1752–1782) leányát. Tíz gyermekük született, heten érték meg a felnőttkort:

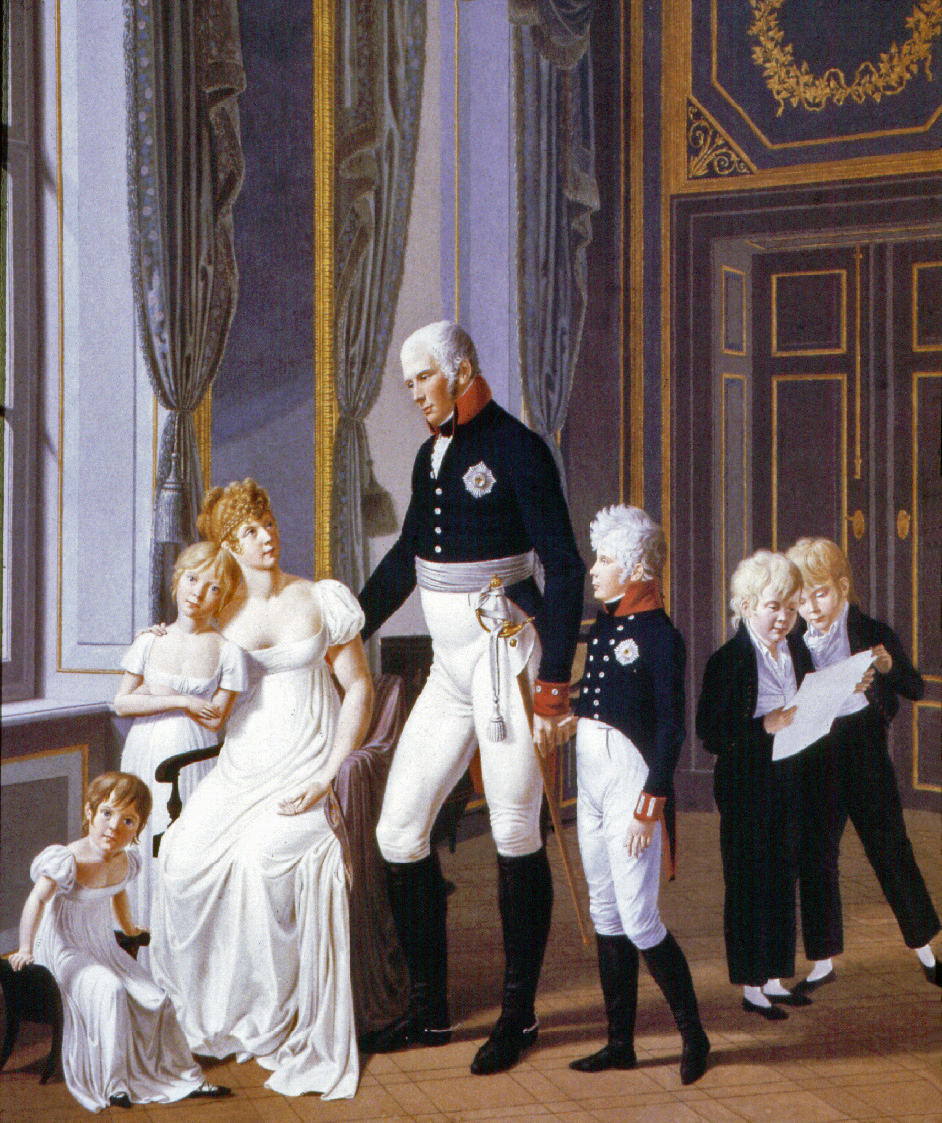
III. Frigyes családja körében (1806)

- Egy halva született leány (*/† 1794)
- Frigyes Vilmos (1795–1861), 1840-től IV. Frigyes Vilmos király, aki 1823-ban Erzsébet Ludovika bajor királyi hercegnőt (1801–1873) vette feleségül.
- Vilmos Frigyes Lajos (1797–1888), 1861-től I. Vilmos porosz király, 1871-től német császár, aki 1829-ben Auguszta szász–weimar–eisenachi hercegnőt (1811–1890) vette feleségül.
- Sarolta Friderika Lujza (1798–1860), aki 1817-ben Alekszandra Fjodorovna néven I. Miklós orosz cár felesége lett.
- Friderika (1799–1800), kisgyermekként meghalt.
- Károly porosz királyi herceg (1801–1883), aki 1827-ben Mária szász–weimar–eisenachi hercegnőt (1808–1877) vette feleségül.
- Alexandrina (1803–1892), 1822-től Pál Frigyes mecklenburg–schwerini nagyherceg felesége.
- Ferdinánd (1804–1806), kisgyermekként meghalt.
- Lujza (1808–1870), aki 1825-ben Frigyes holland királyi herceg (1797–1881) felesége lett.
- Albert (1809–1872), aki 1830-ban sógornőjét, Marianna holland királyi hercegnőt (1810–1883), Frigyes holland királyi herceg húgát, majd (válása után) 1853-ban Rosalie von Rauch kisasszonyt (1820–1879) vette feleségül.

Második házassága
Frigyes Vilmos 1810-ben megözvegyült, 1824-ben morganatikus házasságot kötött a 24 éves Auguste von Harrach grófnővel (1800–1873), akinek utóbb a Liegnitz hercegnője címet adta. Ez a házasság gyermektelen maradt.

## Trónkövetés
- Elődje: II. Frigyes Vilmos (1786–1797)
- Utódja: IV. Frigyes Vilmos (1840–1858)

## Lásd még
- Poroszország és Brandenburg uralkodóinak listája